# Banalia
Banalia est une localité, chef-lieu du territoire éponyme de la province du Tshopo en république démocratique du Congo.

## Géographie
Elle est située sur la route nationale 4 (RN4) à 134 km au nord du chef-lieu provincial Kisangani.

## Administration
Chef-lieu de Territoire de Banalia de 8 115 électeurs enrôlés pour les élections de 2018, elle a le statut de commune rurale de moins de 80 000 électeurs et  compte 7 conseillers municipaux en 2019.

## Climat
Banalia a un climat tropical,  caractérisé par une alternance de deux saisons : une première saison qui commence en septembre et se termine en février, et  une seconde saison qui débute au mois de mars et se termine fin août. La température varie selon les saisons. Le type de sol est argilo-sablonneux et le relief est formé de forêt tropicale
.